# Renault Premium
Il Renault Premium è un veicolo commerciale prodotto da Renault Trucks nei suoi stabilimenti di Bourg-en-Bresse a partire dal 1996, disponibile in versione autocarro e trattore stradale.

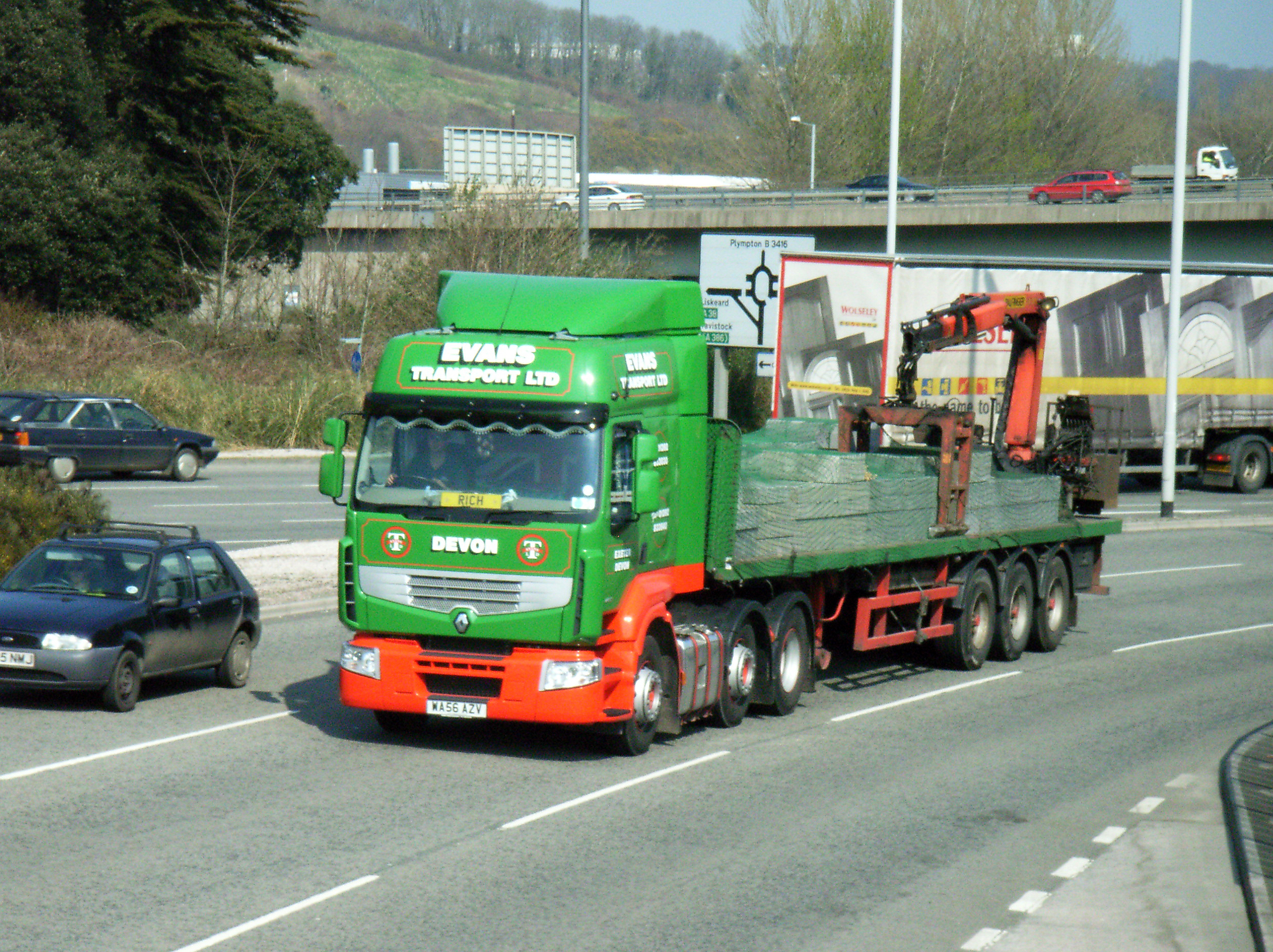
Renault Premium II

Nella gamma si piazzava al di sotto della gamma Renault Magnum per quanto riguarda i trattori stradali e al di sopra del Renault Midlum per le versioni autocarro; al lancio era equipaggiato da motori diesel 6 cilindri in linea da 9,8 e 11,1 litri di cilindrata.
Il Premium è stato rinnovato nell'ottobre 2005 ed è stato prodotto sino al 2013.